# Estádio Municipal Annibal Batista de Toledo
O Estádio Municipal Annibal Batista de Toledo é um estádio multiuso em Aparecida de Goiânia, em Goiás. É utilizado principalmente para jogos de futebol, e tem capacidade máxima para 4.800 pessoas.
Em julho de 2019, a Câmara Municipal de Aparecida de Goiânia anunciou a realização de um processo de ampliação e reforma do estádio. A obra terminou quase um ano depois.
É o principal estádio de futebol do município de Aparecida de Goiânia e pertence ao poder público (Prefeitura Municipal de Aparecida de Goiânia e Governo do Estado de Goiás). Com capacidade de público de 4 800 espectadores, o estádio é utilizado pelos clubes profissionais de futebol da cidade em competições oficiais como: Campeonato Goiano de Futebol, Copa Verde e Brasileirão - Série C. É a casa da Associação Atlética Aparecidense (Campeã do Brasileirão - Série D de 2021), Aparecida Esporte Clube e Cerrado Esporte Clube (campeã de 2021 da Terceira Divisão do Campeonato Goiano). O município tem grande influência do futebol, inclusive na política. No futebol profissional é representado por estas agremiações.